# Stanisław Urbańczyk (wiceminister)
Stanisław Urbańczyk (ur. 26 grudnia 1929 w Piaskach, zm. 22 grudnia 2013) – polski działacz partyjny i państwowy, inżynier mechanik, podsekretarz stanu w Ministerstwie Przemysłu Maszyn Ciężkich i Rolniczych (1978–1980).

## Życiorys
Syn Augusta i Stefanii. Ukończył szkołę podstawową w Sosnowcu (1944), średnią szkołę zawodową (1950) i Liceum Przemysłu Hutniczego w Nowym Bytomiu (1952). W 1944 przymusowo wcielony „jako młodociany” do pracy w Hucie Sosnowiec, następnie od 1952 pracował jako konstuktor i szef działu bezpieczeństwa i higieny pracy w Fabryce Lokomotyw w Chrzanowie. W latach 1955–1961 odbył zaoczne studia na Wydziale Mechanicznym Politechniki Krakowskiej. W latach 1957–1968 był głównym inżynierem ds. techniki Huty im. Lenina w Krakowie, następnie został dyrektorem naczelnym Zjednoczenia Przemysłu Wyrobów Metalowych w Krakowie.
W 1952 wstąpił do Polskiej Zjednoczonej Partii Robotniczej, od 1954 do 1957 instruktor Komitetu Wojewódzkiego PZPR w Krakowie. Od listopada 1978 do maja 1980 pełnił funkcję podsekretarza stanu w Ministerstwie Przemysłu Maszyn Ciężkich i Rolniczych.
Zmarł 22 grudnia 2013 roku i został pochowany na cmentarzu Batowickim w Krakowie (kwatera: CCCIX, rząd: 6, miejsce: 26).

## Odznaczenia
W 1952 odznaczony Brązowym Krzyżem Zasługi.